# Camp de concentration de Leschwitz
Le camp de concentration de Leschwitz a fonctionné sous le Troisième Reich de mars 1933 au 30 août 1933 dans le village de Leschwitz-Possottendorf.

## Source
- (de) Cet article est partiellement ou en totalité issu de l’article de Wikipédia en allemand intitulé « KZ Leschwitz » (voir la liste des auteurs).